# 理查德·托勒曼
理查德·蔡斯·托尔曼（英語：Richard Chace Tolman，1881年3月4日—1948年9月5日），美国数学物理学家和物理化学家，亦是统计力学的权威学者。他还在爱因斯坦发现了廣義相對論后不久为物理宇宙学做出了诸多贡献。他是加利福尼亞理工學院的物理化学兼数学物理教授，亦是曼哈顿计划的科学顾问之一。

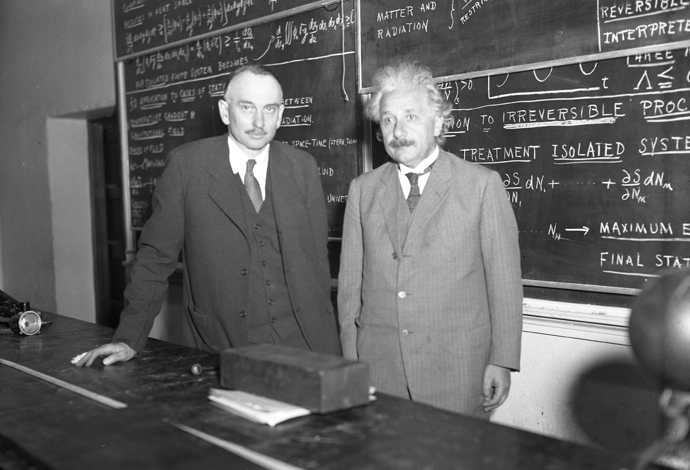
理查德·托尔曼与阿尔伯特·爱因斯坦，1932年加州理工學院